# Яснозірська сільська рада (Віньковецький район)
Яснозі́рська сільська́ ра́да — адміністративно-територіальна одиниця та орган місцевого самоврядування в Віньковецькому районі Хмельницької області. Адміністративний центр — село Яснозір'я.

## Загальні відомості
Яснозірська сільська рада утворена в 1923 році.
- Територія ради: 40,408 км²
- Населення ради: 1 045 осіб (станом на 2001 рік)
- Територією ради протікає річка Ушка

## Населені пункти
Сільській раді підпорядковані населені пункти:
- с. Яснозір'я
- с. Виселок
- с. Фащіївка

## Склад ради
Рада складається з 14 депутатів та голови.
- Голова ради: Грудецький В'ячеслав Станіславович
- Секретар ради: Гонтар Ніна Степанівна

### Керівний склад попередніх скликань
| Прізвище, ім'я, по батькові        | Основні відомості                                                         | Дата обрання | Дата звільнення |
| ---------------------------------- | ------------------------------------------------------------------------- | ------------ | --------------- |
| Грудецький В'ячеслав Станіславович | Сільський голова, 1950 року народження, освіта вища, член Народної партії | 26.03.2006   | 31.10.2010      |
| Грудецький В'ячеслав Станіславович | Сільський голова, 1950 року народження, освіта вища, член Народної партії | 31.10.2010   |                 |

Примітка: таблиця складена за даними сайту Верховної Ради України

### Депутати
За результатами місцевих виборів 2010 року депутатами ради стали:

#### За суб'єктами висування
| Суб'єкт висування              | Кількість обраних депутатів | %    |
| ------------------------------ | --------------------------- | ---- |
| Партія регіонів                | 6                           | 42,9 |
| Народна партія                 | 5                           | 35,7 |
| Самовисування                  | 2                           | 14,3 |
| Партія «Соціалістична Україна» | 1                           | 7,1  |

#### За округами
| № округу                       | Прізвище, ім'я, по батькові       | Дата визнання обраним | Освіта             | Партійна приналежність | Відомості про обраного депутата                      |
| ------------------------------ | --------------------------------- | --------------------- | ------------------ | ---------------------- | ---------------------------------------------------- |
| Народна Партія                 |                                   |                       |                    |                        |                                                      |
| 4                              | Білик Галина Василівна            | 02.11.2010            | середня            | член Народної партії   | Яснозірська загальноосвітня школа І-ІІІ ст., кухар   |
| 5                              | Гуменна Віта Леонідівна           | 02.11.2010            | вища               | член Народної партії   | Яснозірська загальноосвітня школа І-ІІІ ст., вчитель |
| 9                              | Гонтар Ніна Степанівна            | 02.11.2010            | середня спеціальна | позапартійна           | Яснозірська сільська рада, секретар                  |
| 12                             | Гончар Марія Степанівна           | 02.11.2010            | середня спеціальна | член Народної партії   | Клубобібліотечне об'єднання, завідувачка             |
| 14                             | Ткачук Володимир Дмитрович        | 02.11.2010            | середня спеціальна | член Народної партії   | Фащіївський фельдшерсько-акушерський пункт, фельдшер |
| Партія регіонів                |                                   |                       |                    |                        |                                                      |
| 6                              | Кушінова Людмила Вікторівна       | 02.11.2010            | вища               | позапартійна           | Яснозірська сільська рада, головний бухгалтер        |
| 7                              | Ткачук Оксана Анатоліївна         | 02.11.2010            | середня спеціальна | позапартійна           | Яснозірська бібліотека, завідувач бібліотеки         |
| 8                              | Новосядла Наталія Василівна       | 02.11.2010            | середня спеціальна | позапартійна           | Яснозірська сільська рада, землевпорядник            |
| 10                             | Новосядла Клавдія Тимофіївна      | 02.11.2010            | вища               | позапартійна           | Яснозірська загальноосвітня школа, вчителі           |
| 11                             | Побута Людмила Віталіївна         | 02.11.2010            | середня            | позапартійна           | Яснозірський фельдшерсько-акушерський пункт, санітар |
| 13                             | Катеринчук Світлана Володимирівна | 22.09.2013            | середня спеціальна | член Партії регіонів   | тимчасово не працює                                  |
| Партія «Соціалістична Україна» |                                   |                       |                    |                        |                                                      |
| 1                              | Чернявський Сергій В'ячеславович  | 02.11.2010            | середня спеціальна | позапартійний          | Сільський будинок культури, директор                 |
| Самовисування                  |                                   |                       |                    |                        |                                                      |
| 2                              | Ткачук Микола Васильвич           | 02.11.2010            | середня            | позапартійний          | тимчасово не працює                                  |
| 3                              | Мальник Галина Омельянівна        | 02.11.2010            | середня спеціальна | позапартійна           | ПП «Хімагропродукт — М», завсклад                    |